# Atlétika az 1956. évi nyári olimpiai játékokon
Az 1956. évi nyári olimpiai játékokon az atlétika műsorán harminchárom versenyszám szerepelt. Az 1952-es olimpia műsorához képest a tíz kilométeres gyaloglást felváltotta a húsz kilométeres táv.

## Éremtáblázat
A táblázatban a rendező ország csapata és a magyar csapat eltérő háttérszínnel, az egyes számoszlopok legmagasabb értéke, vagy értékei vastagítással kiemelve.
| Az 1956. évi nyári olimpiai játékok éremtáblázata atlétikában | Az 1956. évi nyári olimpiai játékok éremtáblázata atlétikában | Az 1956. évi nyári olimpiai játékok éremtáblázata atlétikában | Az 1956. évi nyári olimpiai játékok éremtáblázata atlétikában | Az 1956. évi nyári olimpiai játékok éremtáblázata atlétikában | Olimpia  |
| ------------------------------------------------------------- | ------------------------------------------------------------- | ------------------------------------------------------------- | ------------------------------------------------------------- | ------------------------------------------------------------- | -------- |
|                                                               | Ország                                                        | Arany                                                         | Ezüst                                                         | Bronz                                                         | Összesen |
| 1.                                                            | Egyesült Államok (USA)                                        | 16                                                            | 10                                                            | 5                                                             | 31       |
| 2.                                                            | Szovjetunió (URS)                                             | 5                                                             | 7                                                             | 10                                                            | 22       |
| 3.                                                            | Ausztrália (AUS)                                              | 4                                                             | 2                                                             | 6                                                             | 12       |
| 4.                                                            | Nagy-Britannia (GBR)                                          | 1                                                             | 4                                                             | 2                                                             | 7        |
| 5.                                                            | Lengyelország (POL)                                           | 1                                                             | 1                                                             | 0                                                             | 2        |
| 6.                                                            | Norvégia (NOR)                                                | 1                                                             | 0                                                             | 2                                                             | 3        |
| 7.                                                            | Csehszlovákia (TCH)                                           | 1                                                             | 0                                                             | 1                                                             | 2        |
| 8.                                                            | Brazília (BRA)                                                | 1                                                             | 0                                                             | 0                                                             | 1        |
| 8.                                                            | Franciaország (FRA)                                           | 1                                                             | 0                                                             | 0                                                             | 1        |
| 8.                                                            | Írország (IRL)                                                | 1                                                             | 0                                                             | 0                                                             | 1        |
| 8.                                                            | Új-Zéland (NZL)                                               | 1                                                             | 0                                                             | 0                                                             | 1        |
|                                                               |                                                               |                                                               |                                                               |                                                               |          |
| 12.                                                           | Egyesült Német Csapat (EUA)                                   | 0                                                             | 5                                                             | 2                                                             | 7        |
| 13.                                                           | Magyarország (HUN)                                            | 0                                                             | 2                                                             | 0                                                             | 2        |
| 14.                                                           | Chile (CHI)                                                   | 0                                                             | 1                                                             | 0                                                             | 1        |
| 14.                                                           | Izland (ISL)                                                  | 0                                                             | 1                                                             | 0                                                             | 1        |
| 14.                                                           | Jugoszlávia (YUG)                                             | 0                                                             | 1                                                             | 0                                                             | 1        |
|                                                               |                                                               |                                                               |                                                               |                                                               |          |
| 17.                                                           | Finnország (FIN)                                              | 0                                                             | 0                                                             | 3                                                             | 3        |
| 18.                                                           | Görögország (GRE)                                             | 0                                                             | 0                                                             | 1                                                             | 1        |
| 18.                                                           | Svédország (SWE)                                              | 0                                                             | 0                                                             | 1                                                             | 1        |
|                                                               |                                                               |                                                               |                                                               |                                                               |          |
| Összesen                                                      | Összesen                                                      | 33                                                            | 34                                                            | 33                                                            | 100      |

## Érmesek

### Férfi számok
| Az 1956. évi nyári olimpiai játékok érmesei férfi atlétikában |                                                                                        |             |                                                                                               |           |                                                                                                |           |
| Versenyszám                                                   | Arany                                                                                  | Arany       | Ezüst                                                                                         | Ezüst     | Bronz                                                                                          | Bronz     |
| 100 m                                                         | Bobby Morrow · Egyesült Államok (USA)                                                  | 10,5        | Thane Baker · Egyesült Államok (USA)                                                          | 10,5      | Hector Hogan · Ausztrália (AUS)                                                                | 10,6      |
| 200 m                                                         | Bobby Morrow · Egyesült Államok (USA)                                                  | 20,6 VCS    | Andy Stanfield · Egyesült Államok (USA)                                                       | 20,7      | Thane Baker · Egyesült Államok (USA)                                                           | 20,9      |
| 400 m                                                         | Charlie Jenkins · Egyesült Államok (USA)                                               | 46,7        | Karl-Friedrich Haas · Egyesült Német Csapat (EUA)                                             | 46,8      | Ardalion Ignatyjev · Szovjetunió (URS)                                                         | 47,0      |
| 400 m                                                         | Charlie Jenkins · Egyesült Államok (USA)                                               | 46,7        | Karl-Friedrich Haas · Egyesült Német Csapat (EUA)                                             | 46,8      | Voitto Hellstén · Finnország (FIN)                                                             | 47,0      |
| 800 m                                                         | Tom Courtney · Egyesült Államok (USA)                                                  | 1:47,7      | Derek Johnson · Nagy-Britannia (GBR)                                                          | 1:47,8    | Audun Boysen · Norvégia (NOR)                                                                  | 1:48,1    |
| 1500 m síkfutás                                               | Ron Delany · Írország (IRL)                                                            | 3:41,2 OR   | Klaus Richtzenhain · Egyesült Német Csapat (EUA)                                              | 3:42,0    | John Landy · Ausztrália (AUS)                                                                  | 3:42,0    |
| 4 × 100 m                                                     | Egyesült Államok (USA) · Ira Murchison · Leamon King · Thane Baker · Bobby Morrow      | 39,5 VCS    | Szovjetunió (URS) · Leonyid Bartenyev · Borisz Tokarev · Jurij Konovalov · Vlagyimir Szuharev | 39,8      | Egyesült Német Csapat (EUA) · Lothar Knörzer · Leonhard Pohl · Heinz Fütterer · Manfred Germar | 40,3      |
| 4 × 400 m                                                     | Egyesült Államok (USA) · Charlie Jenkins · Louis Jones · Jesse Mashburn · Tom Courtney | 3:04,8      | Ausztrália (AUS) · Graham Gipson · Leon Gregory · David Lean · Kevan Gosper                   | 3:06,2    | Nagy-Britannia (GBR) · Peter Higgins · Michael Wheeler · John Salisbury · Derek Johnson        | 3:07,2    |
| 5000 m                                                        | Vlagyimir Kuc · Szovjetunió (URS)                                                      | 13:39,6     | Gordon Pirie · Nagy-Britannia (GBR)                                                           | 13:50,6   | Derek Ibbotson · Nagy-Britannia (GBR)                                                          | 13:54,4   |
| 10 000 m síkfutás                                             | Vlagyimir Kuc · Szovjetunió (URS)                                                      | 28:45,6 OR  | Kovács József · Magyarország (HUN)                                                            | 28:52,4   | Allan Lawrence · Ausztrália (AUS)                                                              | 28:53,6   |
| 110 m gát                                                     | Lee Calhoun · Egyesült Államok (USA)                                                   | 13,5        | Jack Davis · Egyesült Államok (USA)                                                           | 13,5      | Joel Shankle · Egyesült Államok (USA)                                                          | 14,1      |
| 400 m gát                                                     | Glenn Davis · Egyesült Államok (USA)                                                   | 50,1        | Eddie Southern · Egyesült Államok (USA)                                                       | 50,8      | Josh Culbreath · Egyesült Államok (USA)                                                        | 51,6      |
| 3000 m akadály                                                | Christopher Brasher · Nagy-Britannia (GBR)                                             | 8:41,2      | Rozsnyói Sándor · Magyarország (HUN)                                                          | 8:43,6    | Ernst Larsen · Norvégia (NOR)                                                                  | 8:44,0    |
| 20 kilométeres gyaloglás                                      | Leonyid Szpirin · Szovjetunió (URS)                                                    | 1:31:27,4   | Antanas Mikėnas · Szovjetunió (URS)                                                           | 1:32:03,0 | Bruno Junk · Szovjetunió (URS)                                                                 | 1:32:12,0 |
| 50 kilométeres gyaloglás                                      | Norman Read · Új-Zéland (NZL)                                                          | 4:30:42,8   | Jevgenyij Maszkinszkov · Szovjetunió (URS)                                                    | 4:32:57,0 | John Ljunggren · Svédország (SWE)                                                              | 4:35:02,0 |
| Maraton                                                       | Alain Mimoun · Franciaország (FRA)                                                     | 2:25:00,0   | Franjo Mihalić · Jugoszlávia (YUG)                                                            | 2:26:32,0 | Veikko Karvonen · Finnország (FIN)                                                             | 2:27:47,0 |
| Magasugrás                                                    | Charles Dumas · Egyesült Államok (USA)                                                 | 2,12 m      | Charles Porter · Ausztrália (AUS)                                                             | 2,10 m    | Igor Kaskarov · Szovjetunió (URS)                                                              | 2,08 m    |
| Rúdugrás                                                      | Bob Richards · Egyesült Államok (USA)                                                  | 4,56 m      | Bob Gutowski · Egyesült Államok (USA)                                                         | 4,53 m    | Jeórjiosz Rumbánisz · Görögország (GRE)                                                        | 4,50 m    |
| Távolugrás                                                    | Gregory Bell · Egyesült Államok (USA)                                                  | 7,83 m      | John Bennett · Egyesült Államok (USA)                                                         | 7,68 m    | Jorma Valkama · Finnország (FIN)                                                               | 7,48 m    |
| Hármasugrás                                                   | Adhemar da Silva · Brazília (BRA)                                                      | 16,35 m     | Vilhjálmur Einarsson · Izland (ISL)                                                           | 16,26 m   | Vitold Krejer · Szovjetunió (URS)                                                              | 16,02 m   |
| Súlylökés                                                     | Parry O'Brien · Egyesült Államok (USA)                                                 | 18,57 m     | Bill Nieder · Egyesült Államok (USA)                                                          | 18,18 m   | Jiří Skobla · Csehszlovákia (TCH)                                                              | 17,65 m   |
| Diszkoszvetés                                                 | Alfred Oerter · Egyesült Államok (USA)                                                 | 56,36 m     | Fortune Gordien · Egyesült Államok (USA)                                                      | 54,81 m   | Des Koch · Egyesült Államok (USA)                                                              | 54,40 m   |
| Kalapácsvetés                                                 | Harold Connolly · Egyesült Államok (USA)                                               | 63,19 m     | Mihail Krivonoszov · Szovjetunió (URS)                                                        | 63,03 m   | Anatolij Szamocvetov · Szovjetunió (URS)                                                       | 62,56 m   |
| Gerelyhajítás                                                 | Egil Danielsen · Norvégia (NOR)                                                        | 85,71 m VCS | Janusz Sidło · Lengyelország (POL)                                                            | 79,98 m   | Viktor Cibulenko · Szovjetunió (URS)                                                           | 79,50 m   |
| Tízpróba                                                      | Milt Campbell · Egyesült Államok (USA)                                                 | 7937        | Rafer Johnson · Egyesült Államok (USA)                                                        | 7587      | Vaszilij Kuznyecov · Szovjetunió (URS)                                                         | 7465      |